# Gerda Goslar
Gerda Goslar  – południowoafrykańska brydżystka.

## Wyniki brydżowe

### Olimpiady
Na olimpiadach uzyskała następujące rezultaty:
| Olimpiady brydżowe. Zawody teamów | Olimpiady brydżowe. Zawody teamów | Olimpiady brydżowe. Zawody teamów | Olimpiady brydżowe. Zawody teamów | Olimpiady brydżowe. Zawody teamów | Olimpiady brydżowe. Zawody teamów |
| Rok                               | Miejsce                           | Zawody                            | Kategoria                         | Drużyna                           | Pozycja                           |
| --------------------------------- | --------------------------------- | --------------------------------- | --------------------------------- | --------------------------------- | --------------------------------- |
| 1972                              | Miami Beach                       | 4. Olimpiada Brydżowa             | Kobiety                           | South Africa                      | 2                                 |
| 1968                              | Deauville                         | 3. Olimpiada Teamów               | Kobiety                           | South Africa                      | 2                                 |
| 1960                              | Turyn                             | 1. Olimpiada Teamów               | Kobiety                           | South Africa                      | 25                                |

### Zawody światowe
W światowych zawodach zdobyła następujące lokaty:
| Mistrzostwa Świata. Konkurencja par | Mistrzostwa Świata. Konkurencja par | Mistrzostwa Świata. Konkurencja par | Mistrzostwa Świata. Konkurencja par | Mistrzostwa Świata. Konkurencja par | Mistrzostwa Świata. Konkurencja par |
| Rok                                 | Miejsce                             | Zawody                              | Kategoria                           | Partner                             | Pozycja                             |
| ----------------------------------- | ----------------------------------- | ----------------------------------- | ----------------------------------- | ----------------------------------- | ----------------------------------- |
| 1974                                | Las Palmas                          | 4. Mistrzostwa Świata               | Kobiety                             | Rita Jacobson                       | 2                                   |

## Klasyfikacja
- Gerda Goslar – klasyfikacja WBF (ang.)